# Guido Casty
Guido Casty (...) è un ex bobbista svizzero.

## Biografia
Ai Campionati mondiali vinse una medaglia d'argento nel 1974, nel bob a quattro con Hans Candrian, Yves Marchand e Gaudenz Beeli.